# José María Jarabo
José María Manuel Pablo de la Cruz Jarabo Pérez-Morris, más conocido como José María Jarabo (Madrid, 28 de abril de 1923 - ibídem, 4 de julio de 1959),  fue un criminal español popular en la crónica social de finales de los años cincuenta en España por haber asesinado en la ciudad de Madrid a cuatro personas, una de ellas embarazada, entre el 19 y el 21 de julio de 1958; tres de ellas en una vivienda de la calle Lope de Rueda 57, y otra en una casa de empeño de la calle Alcalde Sainz de Baranda 19, crímenes por los que fue condenado a cuatro penas de muerte y a ser ejecutado en el garrote vil un año más tarde.

## Biografía

### Orígenes
Bautizado como José María Manuel Pablo de la Cruz Jarabo Pérez-Morris, nació en Madrid, en el seno de una adinerada familia formada por José María Jarabo Guinea, abogado, y Teresa Pérez-Moris Cañal (la familia modificó el apellido en Morris). Fue alumno del Colegio Nuestra Señora del Pilar en Madrid. Acabada la guerra, la familia se trasladó a Puerto Rico en 1940 cuando José María tenía 17 años, donde abandonó los estudios y contrajo matrimonio con Luz Marta Álvarez, unión que acabó pronto en divorcio aunque tuvieron un hijo, José Ronaldo Jarabo. Posteriormente se trasladó a Nueva York, donde cumplió cuatro años de cárcel por tráfico de drogas y pornografía, seduciendo mujeres para luego forzarlas a fotografiarse en poses obscenas, fotos que luego vendía, y fue expulsado del país. Volvió a España en el año 1950, con 10 millones de pesetas, mientras su familia permaneció en Puerto Rico. En un año gastó todo el dinero, una fortuna en la época. Al encontrarse escaso de dinero y con la amenaza familiar de volver a España (lo que habría acabado con su tren de vida de juego, alcohol, mujeres y droga), se dedica a estafar fingiendo diversas identidades, empeñando propiedades y diversas alhajas y vendiendo el lujoso chalet familiar de la calle Arturo Soria.

### Asesinato de la familia Fernández
En el verano de 1958, una de sus amantes, la ciudadana inglesa Beryl Martin Jones, comenzó a apremiarlo para que le restituyese una joya de brillantes, obsequio de su marido, que le había entregado para que Jarabo la empeñase en la casa Jusfer, propiedad de Emilio Fernández y Félix López Robledo, situada en el 19 de la calle Alcalde Sainz de Baranda. Jarabo obtuvo 4.000 pesetas (un importe infinitamente menor del valor real de la joya, unas 50.000 pesetas), así como una carta de la propietaria autorizando la operación, además de detalles personales que ponían de manifiesto la relación adúltera que mantenían.
Los prestamistas tomaron la carta como garantía de devolución y exigieron otras 6.000 pesetas a cambio de la misiva. Sin dinero para recuperar lo empeñado, el 19 de julio de 1958, pasadas las nueve de la noche, Jarabo se dirigió, no a la tienda, como había quedado, sino al domicilio de Emilio Fernández. Al llegar aprovechó un descuido del sereno para colarse en el portal sin ser visto. Jarabo abrió las puertas del ascensor valiéndose de los codos y apretó el botón del piso al que iba con la uña del pulgar derecho para no dejar huellas dactilares, según explicó después a la Policía. Le abre la criada, Paulina Ramos Serrano, de 26 años, que según el relato del fiscal le acompaña hasta donde se encuentra el dueño de la casa. Así lo refleja el episodio de La huella del crimen donde se relata el hecho.
Sin embargo, lo más probable es que las cosas sucedieran de otro modo: cuando Jarabo llega al piso, la criada está sola. Pregunta por Emilio Fernández y Paulina le lleva al salón, donde queda a la espera. Al rato, José María Jarabo, que tiene todo decidido, se encamina a la cocina. Convencido de que debe eliminar testigos molestos, golpea a Paulina con una pesada plancha en la cabeza y cuando la muchacha trata de gritar y defenderse, la sujeta por detrás, apretándole fuertemente nariz y boca con la mano izquierda, mientras que con la derecha le parte el corazón, hundiéndole en el pecho el cuchillo que estaba usando Paulina. Traslada el cuerpo de la infortunada joven hasta su cercano cuarto, donde la arroja sobre la cama. Con posterioridad, llega a la vivienda Emilio Fernández, de 45 años, le acecha en la oscuridad del recibidor, y le dispara en la nuca en el cuarto de baño al que se ha dirigido, disparo que le causa la muerte de forma instantánea.[cita requerida]
La esposa, Amparo Alonso, de 30 años, llega al poco a la casa y se encuentra con Jarabo, que se hace pasar por inspector de Hacienda. La simpatía y labia de Jarabo calman a la señora, haciéndole creer que Emilio y Paulina han salido con unos compañeros suyos, también inspectores, para aclarar un asunto de tráfico de objetos robados. Amparo queda muy extrañada, pero el hombre la envuelve en un parloteo que tiene cierta coherencia, hasta que se da cuenta de que su aspecto no se corresponde con lo que estaba hablando. Ella huye por la casa, él la atrapa en su dormitorio y le dispara en la nuca. Esta muerte fue doble al resultar estar Amparo embarazada de pocos meses.
En la vivienda no están ni la carta ni la joya que Jarabo intentaba recuperar. Aun así, se cambió la camisa ensangrentada, preparando la escena y los cadáveres de tal forma que dieran la impresión de un crimen y suicidio de índole sexual, pintando con lápiz labial el borde de una copa para sugerir la presencia de una mujer. Jarabo durmió esa noche en el apartamento porque la puerta del portal estaba cerrada. Al día siguiente por la mañana abandonó la casa del crimen y se dirigió al popular cine Carretas, un local de sesión continua, y luego pasó la tarde descansando en la pensión donde residía, a la espera del lunes para intentar su última jugada con el socio de Emilio Fernández, Félix López Robledo, de 42 años.
El lunes, 21 de julio de 1958, Jarabo esperó a Félix López Robledo en Jusfer. Usa el llavín de Fernández para colarse en la tienda y esperar a López. Sin darle tiempo a nada, le disparó dos tiros en la nuca, muriendo éste en el acto. Jarabo hace un registro completo sin encontrar la joya ni la carta. Se apoderó de varios efectos y se cambió de traje, pues el suyo está escandalosamente manchado de sangre. A continuación, Jarabo llevó el traje ensangrentado a una tintorería de su confianza, Julcán, donde se inventó una pelea con unos norteamericanos "de la base de Torrejón" para justificar la sangre. Se dirigió al bar Chicote y pasó la noche con dos mujeres que conoció allí. La mañana del martes 22 de julio, la policía, advertida por los dueños de la tintorería, lo detuvo en la puerta del establecimiento cuando se disponía a retirar su traje limpio. Otras versiones apuntan a que fue el comisario Viqueira, el encargado del caso, quien se puso a rastrillar las tintorerías de la capital, ya que las muertes "dejaban mucha sangre, demasiada", y el asesino podría haber buscado un establecimiento de limpieza.
Se habían descubierto los cadáveres y el propietario de la tintorería había informado a la policía del encargo que le había hecho Jarabo. Sin oponer resistencia fue conducido a la Dirección General de Seguridad, en la Puerta del Sol. Pidió que subieran comida para todos desde el restaurante Lhardy, una botella de coñac francés, y consiguió que le dieran una inyección de morfina. Después fue contando los hechos. Manifestó que sentía profundamente la muerte de las dos mujeres, pero no así las de los que le habían chantajeado.

### Juicio
El 29 de enero de 1959 se inició el juicio en el Palacio de Justicia de Madrid. La sala se llenó de famosos y conocidos, artistas como Zori o Sara Montiel, algún torero e incluso esposas de altos funcionarios, hambrientos del morbo de una causa célebre, la más importante de la década. Durante los cinco días que duró el juicio, Jarabo estrenó traje cada día, hecho un dandi. Fue condenado a cuatro penas de muerte con las accesorias para el caso de indulto, interdicción civil e inhabilitación absoluta durante el tiempo de la condena, indemnizaciones de 200 000 pts para cada uno de los herederos y al pago de las costas procesales, así como a otras penas menores.
La ejecución fue difícil debido a la falta de fuerza del verdugo Antonio López Sierra y al robusto cuello de Jarabo, prolongándose la agonía del reo más de 25 minutos.

## Cultura popular
La historia de Jarabo fue llevada a la pequeña pantalla por Juan Antonio Bardem en la serie La huella del crimen y protagonizada por Sancho Gracia, en 1984.